# Peramphithoe baegryeongensis
Peramphithoe baegryeongensis is een vlokreeftensoort uit de familie van de Ampithoidae. De wetenschappelijke naam van de soort is voor het eerst geldig gepubliceerd in 1988 door Kim & Kim.